# Albero della Bodhi

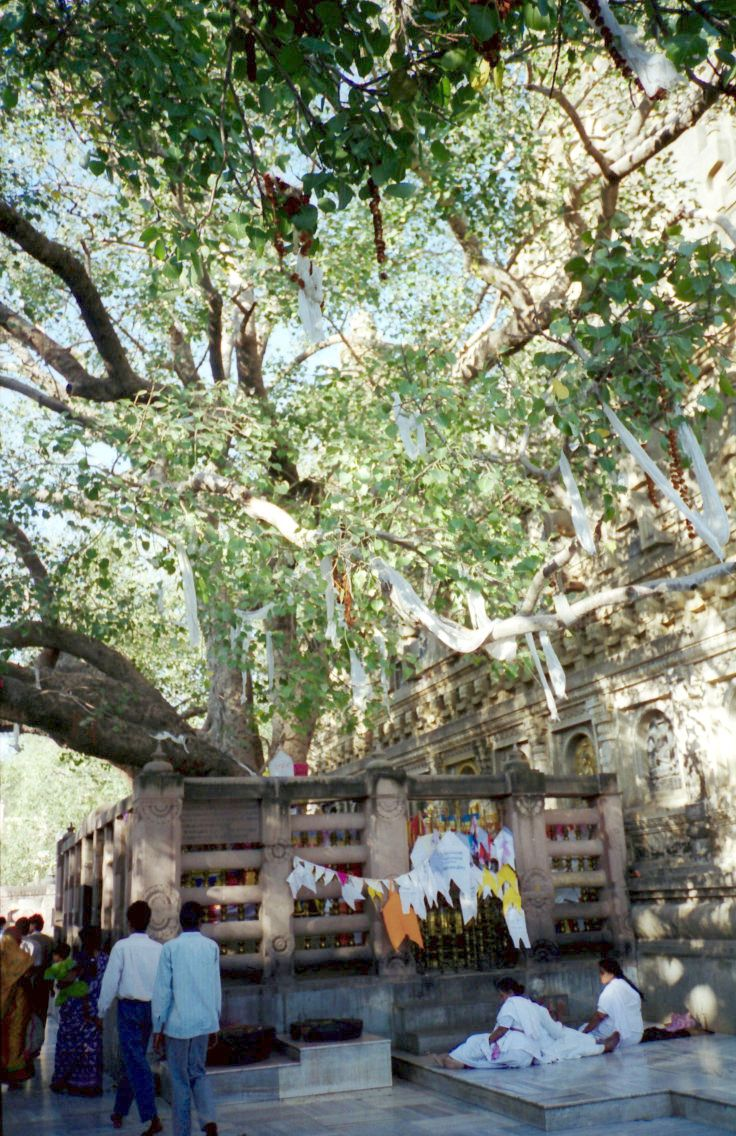
L'albero della Bodhi nel Tempio di Mahabodhi, discendente diretto dell'albero di Bodhi storico.

L'albero della Bodhi era un antico fico sacro (Ficus religiosa), collocato all'interno dell'area in cui oggi sorge il Tempio di Mahabodhi, a Bodh Gaya (circa 100 km da Patna nello stato indiano di Bihar) sotto il quale Siddhartha Gautama, il maestro religioso fondatore del buddismo, in seguito noto come Buddha, giunse alla bodhi (illuminazione). Secondo la tradizione buddista, Siddharta Gautama meditò sotto questo albero, chiamato Ashwattha nel Tripitaka, quando giunse al nirvana; la parola 'Ashwattha' viene dalla radice sanscrita shwa che significa domani, a particella negativa, e tha che significa "quel che resta". Secondo il filosofo hindu Shankaracharya il nome significa "quel che non resta uguale domani", come l'universo stesso.
Il fico sacro, di cui l'albero di Bodhi è un esemplare, è sacro a induisti, giainisti e buddisti.
La Bodhi indica il risveglio, l′illuminazione spirituale, il modo di vedere le cose che va al di là delle apparenze. Essere stato illuminato significa essere riusciti a vedere con chiarezza della verità e in modo intelligente la vita di tutti i giorni, scardinando ogni forma di illusione e di ignoranza, che tenderebbero a oscurarne la comprensione.

## Storia
L'esemplare di fico sacro che si trova attualmente nel Tempio di Mahabodhi è un discendente dell'albero sotto il quale si ritiene fosse avvenuto il risveglio del Buddha Śakyamuni. A quello originale sono stati sostituiti più alberi, ma ogni volta con nuovi esemplari discendenti dall'originale. È difficile stimare quante generazioni di alberi si siano così succedute, ma si tramanda della regina Tishyaraksha, la seconda moglie dell'imperatore Mauria Aśoka, che, gelosa del fatto che il marito dedicasse più tempo all'albero della Bodhi che a lei e sospettando che ciò fosse dovuto alla presenza di una ninfa ammaliatrice che risiedeva dentro l'albero, avrebbe punto l'albero con una spina di maṇḍu avvelenandolo e uccidendolo.
Nonostante il racconto abbia il sapore della leggenda, sembra che però l'albero della Bodhi originale sia effettivamente morto alla fine del regno di Aśoka. Successivamente l'albero della Bodhi fu abbattuto dal re di Gauḍa Śaśāṅka, un fanatico śivaita che odiava i buddisti e che conquistò Bodh Gaya all'inizio del VII secolo EV. Il re Pūrṅavarman, ultimo discendente della dinastia di Aśoka, fece piantare un nuovo albero. Non si sa quanto questo abbia vissuto, ma quello che vi cresceva nel 1876 fu abbattuto quell'anno da una tempesta. Non è sicuro se l'albero che oggi cresce a Bodh Gaya sia nato dalle radici o da un seme dell'albero sradicato dalla tempesta del 1876 oppure, come alcuni sostengono, se si sia sviluppato da un germoglio dell'albero dello Sri Maha Bodhi di Anurādhapura, nello Sri Lanka. Quest'ultimo albero discende dall'originale albero della Bodhi e fu portato nell'isola dello Sri Lanka dalla monaca Saṃghamitta, sorella del monaco anziano Mahinda che, nel III secolo a.C., nel corso della sua missione voluta dall'imperatore Aśoka, avvenuta durante il regno del re singalese Devānaṃpiyatissa, portò il buddismo nell'isola.
L'albero della Bodhi di Bodh Gaya è una popolare meta di pellegrinaggio, essendo uno dei luoghi sacri più importanti del buddismo.